# Archon (Byzanz)
Archon war ein byzantinischer Amtstitel, der von der Spätantike bis zum Ende des Reiches gebraucht wurde, dessen Bedeutung sich aber im Laufe der Zeit wandelte.
War Archon in der Antike noch die Bezeichnung für einen hohen Regierungsbeamten (siehe dazu Archon (Amt)), wurde der Begriff im oströmischen/byzantinischen Reich sehr flexibel angewendet. So konnten allgemein höhere Amtsträger, darunter auch strategoi (Generale) oder Gouverneure, als Archon bezeichnet werden. Hauptmerkmal des Archon war vor allem seine herausgehobene gesellschaftliche Stellung, sei es im weltlichen oder kirchlichen Bereich.
Im engeren Sinne wurden als Archonten vor allem Personen bezeichnet, die über Amtsbefugnisse verfügten und diese wahrnahmen, wie etwa Statthalter sowie die Vorsteher kaiserlicher oder kirchlicher Verwaltungsbüros. Ebenso konnten damit fremde Herrscher bezeichnet werden, die in einem Abhängigkeitsverhältnis zum Reich standen.

## Archonten des Ökumenischen Patriarchates von Konstantinopel
An die Tradition des byzantinischen Titels knüpft eine Auszeichnung an, die der Ökumenische Patriarch von Konstantinopel verleiht. Er ernennt Laien, die sich in besonderer Weise um eine der orthodoxen Kirchen verdient gemacht haben, zu Archonten.